# Österreichischer Staatspreis für Kulturpublizistik
Der Österreichische Staatspreis für Kulturpublizistik ist ein Literaturpreis, der als Staatspreis der Republik Österreich alle zwei Jahre, abwechselnd mit dem Österreichischen Staatspreis für Literaturkritik, für hervorragende Beiträge auf dem Gebiet der europäischen Kulturpublizistik verliehen wird. Der Preis ist mit 10.000 Euro dotiert (Stand 2022).

## Preisträger
- 1979 Günther Anders und Piero Rismondo[1]
- 1980 Edwin Hartl
- 1981 Otto Basil
- 1982 Hans Weigel
- 1983 Wolfgang Kraus
- 1984 Friedrich Achleitner
- 1985 Franz Schuh
- 1986 Hans Heinz Hahnl[2]
- 1987 Kurt Blaukopf
- 1988 Benjamin Henrichs, Erika Weinzierl
- 1989 Otto F. Beer, John Berger
- 1990 Antonio Fian, Walter Jens
- 1991 Volkmar Parschalk, Elizabeth T. Spira
- 1992 Sigrid Löffler, Wieland Schmied
- 1993 Alfred Kolleritsch, Kristian Sotriffer
- 1994 Karl-Markus Gauß
- 1996 Konrad Paul Liessmann
- 1998 Robert Menasse
- 2000 Rudolf Burger
- 2002 Adolf Holl
- 2004 Peter Huemer
- 2006 Paul Lendvai
- 2008 Robert Misik
- 2010 Ernst Strouhal
- 2012 Hazel Rosenstrauch
- 2014 Peter Strasser[3]
- 2016 Alfred J. Noll[4]
- 2018 Martin Pollack
- 2020 Thomas Macho
- 2022 Isolde Charim[5]
- 2024 Armin Thurnher[6]